# Potamanthellus caenoides
Potamanthellus caenoides is een haft uit de familie Neoephemeridae. De wetenschappelijke naam van de soort is voor het eerst geldig gepubliceerd in 1939 door Ulmer.
De soort komt voor in het Oriëntaals gebied.